# 廣中璃梨佳
廣中 璃梨佳（ひろなか りりか、2000年11月24日 - ）は、日本の陸上競技選手、中距離走、長距離走。世界クロスカントリー選手権・ジュニア団体銅メダリスト、アジアクロスカントリー選手権・ジュニア団体金メダリスト。5000m、10000mの2020年東京オリンピック代表。

## 経歴
長崎県大村市立桜が原中学校時代、全日本中学陸上800mで6位入賞。しかし、廣中自身がテレビのインタビューで「中3の終わりまでは強くなかった」と答えていたように、中学3年生の全国大会1500m、3000mでは2022年現在のチームメートの大西ひかり、菅田雅香にはまだ大きな差をつけられていた。その後、長崎県中学駅伝で1区の区間賞を獲得し、正月の全国女子駅伝のメンバーとなり、3区で区間賞を取って全国的に注目されるようになった。
高校は全国有数の駅伝名門校・長崎県立諫早高等学校へ進学すると思われていたが、「諫早高の連続出場を止めて全国高校駅伝に出場したい」と長崎市立長崎商業高等学校に進学。県予選では3年連続で1区区間賞を獲得し、3年時には諫早高校に1分46秒もの大差をつけ襷をつなぎ優勝に貢献。念願の全国高校駅伝に出場を果たし独走で1区区間賞を獲得した。多くの大学や実業団の強豪チームから勧誘されたが、日本郵政グループ女子陸上部を選んだ。
駅伝では無類の強さ（出場した駅伝すべてで区間賞獲得、数多くの区間新記録樹立）を誇る。特に中学3年生から出場した全国女子駅伝での活躍は目覚ましく、高校3年次には日本選手権優勝の鍋島莉奈（日本郵政グループ）など日本のトップランナーを最後のスプリント勝負で振り切り1区の区間賞を獲得した。2022年現在、6大会連続の区間賞、さらに1区の区間記録も持つ。また日本郵政グループ入社後は出場した2度の駅伝（全日本実業団女子駅伝、全国女子駅伝）でともに1区を走り2位に大差をつけて区間記録を更新している。
高校1年次の全国女子駅伝のとき、吹雪の中で腕を大きく振って力走する姿を見た解説の金哲彦によって「和製ポーラ・ラドクリフ」というニックネームがつけられた。また、地元のマスメディアでは「弾丸少女」「最強駅伝ガール」と紹介された。現在、新谷仁美（積水化学）とともに「怪物ランナー」とさえ言われている。
廣中、新谷の2人は2020年9月20日に熊谷陸上競技場で行われた全日本実業団陸上の5000mで対決した。前半は廣中が、後半は新谷がハイペースでレースを引っ張った結果、お互いに初めて15分を切る自己ベストをマークした。新谷（2位）には敗れたものの廣中は14分59秒37の記録を出している。
2021年8月2日、東京オリンピックで5000mで9位となった。惜しくも入賞は逃したが、記録は14分52秒84で日本記録を16年ぶりに更新した。さらに、8月7日の10000ｍでは31分00秒71で7位となり日本人選手としてこの種目の25年ぶりの入賞を果たした。
2023年8月20日、2023年世界陸上競技選手権大会（ハンガリー・ブダペスト）にて10000mで31分35秒12を記録し、7位入賞を果たした。12月10日、2024年パリ五輪の選考を兼ねて行われた第107回日本陸上競技選手権大会10000m決勝で30分55秒29で優勝し大会3連覇を達成したが、参加標準記録（30分40秒00）を突破できず今大会での内定を逃した。

## 特徴
同年代の有力ランナー田中希実（豊田自動織機TC）、和田有菜（名城大）、髙松智美ムセンビ（名城大）、鈴木優花（大東文化大）、萩谷楓（エディオン）らと競って好成績を上げてきた。レースではトレードマークの青い帽子で先頭を引っ張る姿が見られる。この帽子は母親に買ってもらったもので、最初にかぶって出たレースで勝ったのでその後は縁起を担いでかぶっているそうである。
レース解説の小林祐梨子（前1500m日本記録保持者）によると「他人の後を走るのが好きではない」とのことで、トラック種目、駅伝、クロスカントリーのいずれでも、レース序盤から先頭を走り中盤以降ペースアップをして他のランナーを引き離すようなレースを好む。苦しくなったところでペースアップをして引き離すので他のランナーが戦意を失うのか一気に差が広がることも多い。
日本ではピッチ走法をとる女子ランナーが多い中で、ナイキ製の厚底シューズに適していると言われるストライド走法ができる。急速に記録が伸びているのはシューズのおかげとも言われているが、過去の成績を見ると通常シューズでも好成績を上げていたことがわかる。記録の伸びは日本郵政グループ所属後から取り組んでいる筋力トレーニング、体幹トレーニングによるところも大きいと思われる。実際、高校3年次と比べても体形の変化と走法の変化が感じられる。
冬場の駅伝やトラックレースでは国内では無敵とさえ思える強さを示す。しかし、気温が高い時期に行われたインターハイでの優勝経験がなく、世界選手権の標準記録突破を目指した「ホクレン・ディスタンス・チャレンジ」では途中から失速した。好記録を狙ったレースでも夏場の大会は成績が今一歩である。上半身にも筋肉がついた体形から「暑さが苦手」という見方をする関係者もいる。そのような見方をはね返して真夏の2020年東京オリンピックでは、10000mで入賞（7位）を果たした。
2021年の第105回日本選手権で5000m、10000mを制し、東京オリンピックの日本代表選手に正式に内定した。日本郵政女子陸上部からはマラソンの鈴木亜由子に次いで2人目の東京オリンピック代表選手となった。2022年第106回日本選手権10000ｍ優勝
| 年     | 大会                          | 種目              | 順位            | 備考                 |
| ------ | ----------------------------- | ----------------- | --------------- | -------------------- |
| 2015年 | 全日本中学陸上・北海道        | 800m              | 6位             |                      |
| 2016年 | 全国女子駅伝                  | 3区 中学3㎞       | 区間賞          | 9人抜き、長崎県8位   |
|        | 岡山インターハイ2016          | 1500m             | 8位             |                      |
|        | 岡山インターハイ2016          | 3000m             | 5位             |                      |
|        | 第71回国民体育大会（岩手）    | 少年女子B800m     | 2位             |                      |
|        | 第71回国民体育大会（岩手）    | 少年女子共通1500m | 3位             |                      |
| 2017年 | 全国女子駅伝                  | 4区 4km           | 区間賞          | 11人抜き、長崎県4位  |
|        | 山形インターハイ2017          | 1500m             | 4位             |                      |
|        | 山形インターハイ2017          | 3000m             | 7位             |                      |
|        | 第72回国民体育大会（愛媛）    | 少年女子A3000m    | 4位             |                      |
| 2018年 | 全国女子駅伝                  | 4区 4km           | 区間賞/区間記録 | 7人抜き、長崎県3位   |
|        | クロスカントリー日本選手権    | U20 6km           | 優勝            |                      |
|        | アジアクロスカントリー選手権  | U20 6km           | 銀メダル        | 日本団体金メダル     |
|        | アジアジュニア選手権          | 1500m             | 優勝            |                      |
|        | 第102回日本選手権（山口）     | 5000m             | 9位             |                      |
|        | 三重インターハイ2018          | 1500m             | 7位             |                      |
|        | 三重インターハイ2018          | 3000m             | 6位             |                      |
|        | 第73回国民体育大会（福井）    | 少年女子A3000m    | 3位             |                      |
|        | U20世界選手権                 | 1500m             | 11位            |                      |
|        | 第30回全国高校駅伝女子        | 1区 6km           | 区間賞          | 長崎商業高校26位     |
| 2019年 | 全国女子駅伝                  | 1区 6km           | 区間賞          | 長崎県11位           |
|        | クロスカントリー日本選手権    | U20 6km           | 優勝            |                      |
|        | 世界クロスカントリー選手権    | U20 6km           | 15位            | 日本団体銅メダル     |
|        | 全日本実業団陸上              | ジュニア3000m     | 優勝            |                      |
|        | 第103回日本選手権（福岡）     | 5000m             | 3位             |                      |
|        | 第74回国民体育大会（茨城）    | 成年女子5000m     | 優勝            |                      |
|        | 実業団女子駅伝                | 1区 7km           | 区間賞/区間記録 | 日本郵政グループ優勝 |
| 2020年 | 全国女子駅伝                  | 1区 6km           | 区間賞/区間記録 | 長崎県10位           |
|        | 全日本実業団陸上              | ジュニア3000m     | 優勝            |                      |
|        | 全日本実業団陸上              | 5000m             | 3位             |                      |
|        | 実業団女子駅伝                | 1区 7.6km         | 区間賞          | 日本郵政グループ優勝 |
|        | 第104回日本選手権（長居）     | 5000m             | 2位             |                      |
| 2021年 | GPシリーズ金栗記念            | 10000m            | 優勝            |                      |
|        | 第105回日本選手権（袋井）     | 10000m            | 優勝            |                      |
|        | READY STEADY TOKYO            | 5000m             | 4位             |                      |
|        | 第105回日本選手権（長居）     | 5000m             | 優勝            |                      |
|        | 2021東京オリンピック          | 5000m             | 9位/日本記録    |                      |
|        | 2021東京オリンピック          | 10000m            | 7位             |                      |
|        | 実業団女子駅伝                | 3区 10.9km        | 区間賞          | 日本郵政グループ4位  |
| 2022年 | 全国女子駅伝                  | 9区 10km          | 区間賞          | 長崎県5位            |
|        | 第106回日本陸上競技選手権大会 | 10000m            | 優勝            |                      |
|        | 実業団女子駅伝                | 3区 10.9km        | 区間2位         | 日本郵政グループ3位  |
| 2023年 | 実業団女子駅伝                | 3区 10.6km        | 区間賞          | 日本郵政グループ2位  |
|        | 第107回日本陸上競技選手権大会 | 10000m            | 優勝            |                      |
| 2024年 | 実業団女子駅伝                | 3区 10.6km        | 区間2位         | 日本郵政グループ優勝 |